# HD 222582 b
HD 222582 b es un planeta extrasolar masivo que orbita la estrella HD 222582. Su periodo orbital dura 572 días y orbita con un semieje mayor de 1,35 UA en una de las órbitas más excéntrica entre todos los planetas conocidos.